# Ruiwu Tan
Ruiwu Tan (né le 30 juin 1983 à Shenyang en République populaire de Chine) est un pongiste croate.
Son meilleur classement mondial est no 32 en février 2013.
Il a été vice-champion d'Europe lors des Championnats d'Europe de tennis de table 2012, ne s'inclinant en finale que contre l'allemand Timo Boll. Il remporte le titre en double en 2013, associé à Wang Zeng Yi.
Il a représenté son pays d'adoption la Croatie lors des Jeux olympiques d'été de 2008, et évolue dans le Tennis de Table Club Dr. Casl Zagreb.